# Stenkyrka församling, Visby stift
Stenkyrka församling är en församling i Norra Gotlands pastorat i Nordertredingens kontrakt i Visby stift i Svenska kyrkan. Församlingen ligger i Gotlands kommun i Gotlands län.

## Administrativ historik
Församlingen har medeltida ursprung. 
Församlingen utgjorde under medeltiden ett eget pastorat, för att därefter vara moderförsamling i pastoratet Stenkyrka och Tingstäde, som den 1 maj 1920 utökades med Martebo och Lummelunda församlingar. År 2006 gick alla församlingarna i pastoratet upp i Stenkyrka församling, som därefter till 2014 utgjorde ett eget pastorat. Från 2014 ingår församlingen i Norra Gotlands pastorat.

## Kyrkor
- Lummelunda kyrka
- Martebo kyrka
- Stenkyrka kyrka
- Tingstäde kyrka